# Mozzarella (grupo ecuatoriano)
Mozzarella fue una banda de hard rock formada en 1978 en Quito, Ecuador, oficialmente activa hasta 1983.

## Trayectoria
Inicialmente autodenominados Hechizo Fuxia, la agrupación fue conformada a fines de los setenta por el baterista Oswaldo Valencia, los guitarristas Antonio Alarcón y Andrés Jarrín y el bajista Wellington Flores, compañeros del colegio San Gabriel de Quito. Tras la incorporación del tecladista Sebastián Maldonado, la banda adopta el nombre definitivo de Mozzarella, título de una de sus primeras canciones. Tras la salida de sus guitarristas originales y el aporte y breve paso de Wagner Dávila, Gary Huff, procedente de Estados Unidos, adopta la posición de guitarrista y vocalista, grabando el primer álbum de larga duración del conjunto, In Vitro, que presentan con un concierto en el coliseo Julio César Hidalgo de Quito el 31 de octubre de 1981.
Tras el éxito local de su primer disco, que incluyó presentaciones en diversos escenarios de la capital ecuatoriana como los teatros Bolívar, San Gabriel y Pichincha, así como en las ciudades de Guayaquil, Cuenca, Riobamba, Loja y Atacames, Gary Huff deja la banda, siendo reemplazado por los músicos Claudio Durán y Felipe Terán, con quienes Mozzarella edita en 1983 su segundo álbum, For Export, que no logra la misma aceptación que su trabajo anterior, propiciando la separación del grupo en ese mismo año.

### Años 90 ysigloXXI: reencuentro y festivales
En 1997, los temas de Mozzarella «Sound check» y «Crisis» fueron incluidos en el casete compilatorio independiente Historia del Rock Ecuatoriano No. 1, que incluyó a otros grupos ecuatorianos de los años 80 como Blaze, CRY,  Tarkus, Abraxas, Narcosis, Animal Rock Ecologista y otros.
Tras participar en la edición 2010 de la Semana del Rock Ecuatoriano, en 2013 la agrupación vuelve a reunirse con tres de sus miembros originales: Gary Huff, Wellington Flores y Sebastián Maldonado, participando en el Festival Concha Acústica Villa Flora. En enero de 2014, el Ministerio de Cultura y Patrimonio de Ecuador edita el disco compilatorio Antología del Rock Ecuatoriano Vol. 1, incluyendo la canción de Mozzarella «Cruisin».
En 2021, Mozzarella reedita su segundo disco de 1983, lanzándolo en plataformas digitales bajo el nombre de For Export 2021.

## Última alineación
- Gary Huff (guitarra y voz)
- Wellington Flores (bajo)
- Sebastián Maldonado (teclados)

## Discografía
- In Vitro (1980)
- For Export (1983)